# Droga R254 (Rosja)
Droga federalna R254 «Irtysz» (ros. Федера́льная автомоби́льная доро́га Р-254 «Иртыш») – droga federalna znajdująca się na terenie Rosji. Trasa jest częścią transkontynentalnego połączenia Moskwy z Władywostokiem. Rozpoczyna swój bieg w Czelabińsku, następnie biegnie przez Petuchowo, Omsk (gdzie przekracza Irtysz), Kujbyszew i Czułym aż do Nowosybirska. Stanowi dwa odcinki, przerwane na długości 190 km na terenie Kazachstanu. Oba fragmenty łączy kazachska droga M51.
W latach 2010–2017 posiadała dwa oznaczenia – R254 (które nadano na mocy reformy sieci drogowej) oraz M51, które obowiązywało do 1 stycznia 2018.

## Trasy międzynarodowe
Droga stanowi fragment trasy europejskiej E30 na odcinku Czelabińsk – Omsk oraz trasy azjatyckiej AH6 na całej długości.